# 1996年ロシア大統領選挙
1996年ロシア大統領選挙（1996ねんロシアだいとうりょうせんきょ）は、1996年にロシア連邦で行われた大統領選挙である。現職のボリス・エリツィン大統領が、4年の任期満了することに伴い実施されたロシア史上2度目（ソ連崩壊後は初）の大統領選挙である。

## 概要
第一回投票は1996年6月16日（日曜日）に行われた。この結果、過半数に達する候補がいなかったため、憲法の規定によりエリツィンとロシア連邦共産党のゲンナジー・ジュガーノフ委員長（党首）の上位2名による決選投票が行われた（二回投票制）。エリツィン陣営はなりふり構わない選挙戦を展開し、政権側の強みを遺憾なく発揮した。さらに3位につけていたアレクサンドル・レーベジを自陣営に取り込み、レーベジ票を獲得することに成功した。7月3日に決選投票が行われ、エリツィンが53.8%を獲得して当選した（正式の大統領就任式は、1996年8月9日）。しかし、のちのロシアの第3代大統領であるドミートリー・メドヴェージェフは「我々は皆1996年にエリツィンは勝てなかったことを知っている」と述べてこの選挙が不正選挙だったことを示唆している。
ジュガーノフは第一回投票でエリツィンを僅差に追い込むなど善戦したもの、以降ロシア連邦共産党は低落傾向を示すこととなった。レーベジは選挙戦後、論功行賞として安全保障会議書記に就任するが、チェチェン問題など政権内の権力闘争に敗れ解任された。
その他、ソビエト連邦共産党書記長・最高会議議長・初代大統領を歴任したミハイル・ゴルバチョフも立候補したが、第一回投票で僅か0.5%の得票で落選した。

## 投票結果
| 候補者                                                                                                | 所属政党           | 第1回投票   | 第1回投票 | 第2回投票   | 第2回投票 |
| 候補者                                                                                                | 所属政党           | 得票数      | 得票率    | 得票数      | 得票率    |
| --- | ------------------ | ----------- | --------- | ----------- | --------- |
| ボリス・エリツィン                                                                                    | 無所属             | 26,665,495  | 35.28     | 40,203,948  | 54.40     |
| ゲンナジー・ジュガーノフ                                                                              | ロシア連邦共産党   | 24,211,686  | 32.03     | 30,102,288  | 40.73     |
| アレクサンドル・レーベジ                                                                              | ロシア人共同体会議 | 10,974,736  | 14.52     |             |           |
| グリゴリー・ヤブリンスキー                                                                            | ヤブロコ           | 5,550,752   | 7.34      |             |           |
| ウラジーミル・ジリノフスキー                                                                          | ロシア自由民主党   | 4,311,479   | 5.70      |             |           |
| スヴャトスラフ・フョードロフ                                                                          | 勤労者自治党       | 699,158     | 0.92      |             |           |
| ミハイル・ゴルバチョフ                                                                                | 無所属             | 386,069     | 0.51      |             |           |
| マルチン・シャクム                                                                                    | ロシア社会人民党   | 277,068     | 0.44      |             |           |
| ユーリ・ウラソフ                                                                                      | 人民に権力を       | 151,282     | 0.37      |             |           |
| ウラジーミル・ブルィンツァロフ                                                                        | ロシア社会党       | 123,065     | 0.20      |             |           |
| アマン・トゥレーエフ                                                                                  | 無所属             | 308         | 0.16      |             |           |
| 全候補者に反対                                                                                        | 全候補者に反対     | 1,163,921   | 1.54      | 3,604,462   | 4.88      |
| 有効票                                                                                                | 有効票             | 74,515,019  | 98.58     | 73,910,698  | 98.95     |
| 無効票・白票                                                                                          | 無効票・白票       | 1,072,120   | 1.42      | 780,592     | 1.05      |
| 投票総数                                                                                              | 投票総数           | 75,587,139  | 100.00    | 74,691,290  | 100.00    |
| 有権者（投票率）                                                                                      | 有権者（投票率）   | 108,495,023 | 69.67     | 108,589,050 | 68.78     |
| 出典：Nohlen, D & Stöver, P (2010) Elections in Europe: A data handbook, p1642 ISBN 978-3-8329-5609-7 |                    |             |           |             |           |